# Elisabeth Görgl
Elisabeth Görgl (Bruck an der Mur, 20 februari 1981) is een Oostenrijks alpineskiester. Ze is de dochter van oud-alpineskiester Traudl Hecher en jongere zus van alpineskiër Stephan Görgl.

## Carrière
Görgl maakte haar internationale doorbraak bij de wereldkampioenschappen voor junioren in 1999. Ze won hier de bronzen medaille op de slalom. In het seizoen 2002-2003 won ze in de Europacup de algemene beker, de eindoverwinning op de slalom en de eindoverwinning op de reuzenslalom. In datzelfde seizoen behaalde ze tevens haar eerste podiumplek bij een wereldbekerwedstrijd.
Bij de wereldkampioenschappen alpineskiën van 2003, van 2005 en van 2007 wist ze geen enkele keer in de top 5 te eindigen. Bij de Olympische Winterspelen van 2006 wist ze op de afdaling de finish niet te behalen.
Op 12 januari 2008 won ze op de reuzenslalom van Maribor haar eerste wereldbekerwedstrijd. Op 15 maart van dat jaar pakte ze haar tweede overwinning door de reuzenslalom van Bormio te winnen. Het seizoen 2007-2008 werd uiteindelijk een groot succes door zilveren medailles op de reuzenslalom en op de Super G.
Bij de wereldkampioenschappen van 2009 in Val d'Isère won Görgle de bronzen medaille op de supercombinatie, werd vierde op de afdaling, zesde op de Super G en tiende op de reuzenslalom.
Op de Olympische Winterspelen van 2010 eindigde ze derde op de afdaling, achter de Amerikaanse skiesters Lindsey Vonn en Julia Mancuso. Enkele dagen later behaalde Görgl ook brons op de reuzenslalom. Tijdens de  Wereldkampioenschappen alpineskiën 2011 in Garmisch-Partenkirchen werd Görgl wereldkampioene op zowel de afdaling als de Super G. 

## Resultaten

### Titels
- Oostenrijks kampioene slalom - 2004, 2005
- Oostenrijks kampioene super G - 2006, 2010
- Wereldkampioene super G - 2011
- Wereldkampioene afdaling - 2011

### Olympische Spelen
| Jaar | Plaats    | Resultaten                                                             |
| ---- | --------- | ---------------------------------------------------------------------- |
| 2006 | Turijn    | DNF Afdaling                                                           |
| 2010 | Vancouver | Afdaling · Reuzenslalom · 5e Super G · 7e Slalom · 18e Supercombinatie |
| 2014 | Sotsji    | 11e Reuzenslalom 16e Afdaling DNF1 Super G DNF2 Supercombinatie        |

### Wereldkampioenschappen
| Jaar | Plaats                 | Resultaten                                                                 |
| ---- | ---------------------- | -------------------------------------------------------------------------- |
| 2003 | Sankt Moritz           | DNF Slalom                                                                 |
| 2005 | Bormio                 | 7e Reuzenslalom 8e Combinatie DSQ Slalom                                   |
| 2007 | Åre                    | 18e Afdaling                                                               |
| 2009 | Val d'Isère            | Supercombinatie · 4e Afdaling · 6e Super G · 10e Reuzenslalom · 31e Slalom |
| 2011 | Garmisch-Partenkirchen | Afdaling · Super G · 5e Supercombinatie · 10e Reuzenslalom                 |
| 2013 | Schladming             | 6e Supercombinatie 10e Afdaling 11e Super G 23e Reuzenslalom               |
| 2015 | Vail/Beaver Creek      | 6e Afdaling DNF1 Super G                                                   |

### Wereldbeker
Eindklasseringen
| Seizoen   | Algm | AD    | SL  | RS     | SG     | SC  |
| --------- | ---- | ----- | --- | ------ | ------ | --- |
| 2002/2003 | 41e  | -     | 18e | 27e    | -      | -   |
| 2003/2004 | 10e  | -     | 5e  | 4e     | 38e    | -   |
| 2004/2005 | 12e  | 34e   | 22e | 10e    | 12e    | 11e |
| 2005/2006 | 10e  | 8e    | 36e | 16e    | 11e    | 15e |
| 2006/2007 | 11e  | 14e   | 35e | 11e    | 23e    | 8e  |
| 2007/2008 | 4e   | 11e   | 42e | Zilver | Zilver | 8e  |
| 2008/2009 | 8e   | 10e   | -   | 4e     | 14e    | 5e  |
| 2009/2010 | 6e   | 26e   | 29e | 20e    | Zilver | 4e  |
| 2010/2011 | 4e   | 4e    | 33e | 4e     | 9e     | 4e  |
| 2011/2012 | 6e   | Brons | -   | 7e     | 9e     | 10e |
| 2012/2013 | 19e  | 24e   | -   | 15e    | 14e    | 13e |
| 2013/2014 | 8e   | 7e    | -   | 31e    | 4e     | 11e |
| 2014/2015 | 8e   | 4e    | -   | 25e    | 7e     | 14e |
| 2015/2016 | 28e  | 13e   | -   | -      | 14e    | -   |
| 2016/2017 | 54e  | 39e   | -   | -      | 16e    | -   |

Wereldbekerzeges
| Datum            | Plaats                | Onderdeel    |
| ---------------- | --------------------- | ------------ |
| 12 januari 2008  | Maribor               | Reuzenslalom |
| 15 maart 2008    | Bormio                | Reuzenslalom |
| 6 december 2009  | Lake Louise           | Super-G      |
| 7 januari 2012   | Bad Kleinkirchheim    | Afdaling     |
| 11 januari 2014  | Altenmarkt/Zauchensee | Afdaling     |
| 23 januari 2014  | Cortina d'Ampezzo     | Super G      |
| 21 december 2014 | Val-d'Isère           | Super G      |